# ハンス・クランクル
ハンス・クランクル（Johann "Hans" Krankl, 1953年2月14日 -）は、オーストリア出身の元サッカー選手、サッカー指導者。選手時代のポジションはフォワード。

## 選手経歴
1970年にSKラピード・ウィーンに入団すると左利きのストライカーとして頭角を現し、国内リーグ戦において1973-74シーズンに36得点、1976-77シーズンに32得点、1977-78シーズンに41得点をあげて得点王を獲得。1977-78シーズンには欧州の各国リーグ戦の最多得点者に贈られるヨーロッパ・ゴールデンシューを受賞した。
1978年、スペインのFCバルセロナに移籍。この移籍は同年春に退団したヨハン・クライフの後継者を求めていたバルセロナ側のアプローチにより実現したが、1978-79シーズンのUEFAカップウィナーズカップとコパ・デル・レイの優勝に貢献。同シーズンのリーグ戦では29得点をあげ得点王となり、ピチーチ賞を受賞した。
1981年にSKラピード・ウィーンに復帰し、1982-83シーズンに4度目の得点王を獲得。UEFAカップウィナーズカップ 1984-85では決勝進出に貢献したが、イングランドのエヴァートンFCに敗れた。
オーストリア代表としては1973年6月13日に行われたブラジル代表戦でデビュー。1978年にアルゼンチンで開催された1978 FIFAワールドカップでは1次リーグのスペイン代表戦とスウェーデン代表戦でそれぞれ1得点、2次リーグの西ドイツ代表戦では2得点の合計4得点をあげる活躍をみせた。1982年にスペインで開催された1982 FIFAワールドカップでは1次リーグのアルジェリア代表戦で1得点をあげるなど4試合に出場。1985年4月17日に行われたハンガリー代表戦を最後に代表から退くまで国際Aマッチ69試合に出場し34得点を記録した。

## 引退後
1989年に現役引退すると指導者の道へ進み、古巣のSKラピード・ウィーンをはじめとした国内のクラブやドイツのSCフォルトゥナ・ケルンの監督を務めた後、2002年3月にオットー・バリッチの後任としてオーストリア代表監督に就任した。UEFA EURO 2004予選ではチェコ代表やオランダ代表に抑えられ予選敗退、2006 FIFAワールドカップ・ヨーロッパ予選においても成績が低迷しイングランド代表やポーランド代表に抑えられ予選敗退という結果に終わると、2005年9月28日に監督を辞任した。
2009年3月、LASKリンツの監督に就任したが、シーズン最終節終了後の同年5月に辞任した。

## エピソード
クランクルはサッカー選手以外に歌手としても活動し、1985年に発表した"Lonely Boy"という曲はオーストリアチャートで2位にランクインした。

## 個人タイトル
- オーストリア・ブンデスリーガ得点王 4回 (1973-74, 1976-77, 1977-78, 1982-83)
- リーガ・エスパニョーラ得点王 1回 (1978-79)
- ヨーロッパ・ゴールデンブーツ賞 1回 (1978)
- ピチーチ賞 1回 (1979)